# Stein (Gemeinde Dellach im Drautal)
Stein ist eine Ortschaft und eine Katastralgemeinde der Gemeinde Dellach im Drautal im Bezirk Spittal an der Drau in Kärnten.

## Siedlungsentwicklung
Zum Jahreswechsel 1979/1980 befanden sich in der Katastralgemeinde Stein insgesamt 69 Bauflächen mit 14.113 m² und 41 Gärten auf 52.149 m², 1989/1990 gab es 80 Bauflächen. 1999/2000 war die Zahl der Bauflächen auf 127 angewachsen und 2009/2010 bestanden 96 Gebäude auf 132 Bauflächen.

## Bodennutzung
Die Katastralgemeinde ist forstwirtschaftlich geprägt. 147 Hektar wurden zum Jahreswechsel 1979/1980 landwirtschaftlich genutzt und 2090 Hektar waren forstwirtschaftlich geführte Waldflächen. 1999/2000 wurde auf 146 Hektar Landwirtschaft betrieben und 2101 Hektar waren als forstwirtschaftlich genutzte Flächen ausgewiesen. Ende 2018 waren 139 Hektar als landwirtschaftliche Flächen genutzt und Forstwirtschaft wurde auf 1934 Hektar betrieben. Die durchschnittliche Bodenklimazahl von Stein beträgt 29,5 (Stand 2010).